# Аљоша Буха
Аљоша Буха (Зеница, 4. јануар 1962 — Јабланица, 18. септембар 1986) је био југословенски музичар и члан групе Црвена јабука.

## Биографија
Пре доласка у Црвену јабуку свирао је у Сарајевском саставу Конгрес.
Погинуо је у саобраћајној незгоди, на путу Сарајево—Мостар, код Јабланице заједно са својим колегом Драженом Ричлом. Страдали су приликом одласка на заказани концерт у Мостару. Возило Застава 750, у коме су се налазили је на једној кривини прешло на другу страну пута и директно се сударило са камионом.
Сахрањен је у родној Зеници.